# Cneu Pinário Cornélio Clemente
Cneu Pinário Cornélio Clemente (em latim: Gnaeus Pinarius Cornelius Clemens) foi um político e senador de possível origem hispânica do Império Romano no século I. Antes do ano 74, provavelmente em 71 ou 72, foi cônsul sufecto. De aproximadamente 72/73 a 74/75 foi governador da Germânia Superior. Por seu sucesso nos Campos Decúmanos do lado direito do rio Reno foi condecorado com o triunfo romano. No ano 74 mandou construir a estrada Tuttlingen a Estrasburgo denominada variante pelo vale do Kinzig da Estrada Donau Sul, que reduziu cerca de 160 km ou sete dias de marcha a distância entre Augusta dos Vindélicos (Augsburgo) e Mogoncíaco (Mainz). Sua pedra sepulcral (restaurada) encontra-se em Spello. Possivelmente foi Cneu Pinário Cornélio Severo, cônsul sufecto no ano 112, seu neto.